# Angelina Jolie (singolo)
Angelina Jolie è un singolo del cantautore italiano Bresh, pubblicato il 12 marzo 2021 come primo estratto dal secondo album in studio Oro blu.

## Descrizione
Il brano è scritto dallo stesso cantautore con Luca Ghiazzi, in arte Shune, che ha anche curato la produzione.

## Video musicale
Il video musicale, diretto da Alessandro Treves, è stato pubblicato il 21 aprile 2021 attraverso il canale YouTube del cantautore.

## Tracce
Testi e musiche di Andrea Emanuele Brasi e Luca Ghiazzi.
1. Angelina Jolie – 2:49

## Classifiche

### Classifiche settimanali
| Classifica (2021) | Posizione massima |
| ----------------- | ----------------- |
| Italia            | 29                |

### Classifiche di fine anno
| Classifica (2022) | Posizione |
| ----------------- | --------- |
| Italia            | 96        |